# Alföld Televízió
Az Alföld Televízió egy kereskedelmi kábeltévé, amely 1996 óta létezik a helyi televíziók palettáján. Műsoraik jelenleg (2024) főként Hajdú-Bihar vármegyében, az alábbi településeken láthatóak: Debrecenben, Debrecen-Józsán, Bocskaikertben, Hajdúböszörményben, Hajdúhadházon, Sárándon és Tégláson. 
A televízió internetes oldalán is nyomon követhető az Alföld TV műsora. Az élő adás mellett YouTube-csatornáján számos saját gyártású műsora megtalálható.